# John Wood (sportiv)
John Wood (n. 7 iunie 1950, Toronto, Ontario, Canada – d. 25 ianuarie 2013, Oakville⁠(d), Ontario, Canada) a fost un canoist ce a reprezentat Canada, medaliat olimpic. A participat la 3 ediții ale Jocurilor Olimpice (1968, 1972, 1976) în care a câștigat o medalie de argint.